# Прокопьев, Александр Юрьевич
Алекса́ндр Ю́рьевич Проко́пьев (род. 10 июня 1971, Москва) — советский и российский хоккеист, центральный нападающий. Тренер. Заслуженный мастер спорта России.

## Карьера
Воспитанник электростальского хоккея. Рекордсмен по числу игр за сборную России (156). Двукратный чемпион России (2000 в составе «Динамо» и 2004 в составе «Авангарда»). Забил 107 шайб в чемпионатах России.
В сезонах 2000—2005 годов провел за «Авангард» 307 игр, забросил 76 шайб, сделал 139 передач, набрал 218 минут штрафа. Лучший снайпер команды 2004 года. Играл под № 32.
10 сентября 2006 в составе «Химика-2» Мытищи получил удар в лицо клюшкой в результате чего были серьезно повреждены хрусталик и роговица глаза.
В высшем дивизионе 621 игра, 154 шайбы, 229 передач, 499 минут штрафа. Всего за карьеру в различных лигах сыграл 930 матчей, забросил 267 шайб, сделал 347 передач, набрал 662 минуты штрафа.
В 2007—2010 годах работал тренером в команде КХЛ «Атлант». С 2011 года — тренер команды МХЛ «Серебряные львы».
В сезонах 2014—2016 — главный тренер команды ЦСКА 1999 года рождения.
С 6 мая 2019 года возглавил клуб ВХЛ «Тамбов».

## Статистика
| Легенда | Легенда                    | Легенда | Легенда                   | Легенда | Легенда    |
| ------- | -------------------------- | ------- | ------------------------- | ------- | ---------- |
| И       | Количество проведённых игр | Штр     | Штрафное время            | +/−     | Плюс-минус |
| Г       | Голы                       | П       | Голевые передачи          | О       | Очки       |
| -       | Статистика неизвестна      | —       | Статистика не учитывалась |         |            |

### Клубная
- a В «Плей-офф» учитывается статистика игрока в Кубке МХЛ.
- b В «Регулярном сезоне» учитывается статистика игрока совместно с Плей-офф.

## Достижения и награды

### Как игрок
| Год        | Команда       | Достижение                             | Достижение |
| ---------- | ------------- | -------------------------------------- | ---------- |
| 1994, 1996 | Динамо Москва | Серебряный призёр МХЛ (2)              |            |
| 1995       | Динамо Москва | Чемпион МХЛ                            |            |
| 1995, 1996 | Динамо Москва | Обладатель Кубка МХЛ (2)               |            |
| 1997       | Витковице     | Серебряный призёр чемпионата Чехии     |            |
| 1998       | Витковице     | Бронзовый призёр чемпионата Чехии      |            |
| 1999       | Динамо Москва | Серебряный призёр Евролиги             |            |
| 2000       | Динамо Москва | Чемпион России (2)                     |            |
| 2004       | Авангард      | Чемпион России (2)                     |            |
| 2001       | Авангард      | Серебряный призёр чемпионата России    |            |
| 2002       | Россия        | Серебряный призёр чемпионата мира      |            |
| 2005       | Авангард      | Обладатель Кубка европейских чемпионов |            |

| Год              | Команда       | Достижение                                             | Достижение |
| ---------------- | ------------- | ------------------------------------------------------ | ---------- |
| 1997             | Россия        | Попадание во вторую Сборную всех звёзд чемпионата мира |            |
| 1999             | Динамо Москва | Участник Матча всех звёзд Суперлиги (4)                |            |
| 2001, 2002, 2004 | Авангард      | Участник Матча всех звёзд Суперлиги (4)                |            |
| 2002, 2004, 2005 | Авангард      | Обладатель приза «Три бомбардира» (3)                  |            |
| 2002             | Авангард      | Обладатель приза «Секунда» (самый быстрый гол)         |            |
| 2004             | Авангард      | Обладатель приза «Лучший снайпер»                      |            |
| 2004             | Авангард      | Обладатель приза «Золотой шлем»                        |            |
| 2004             | Авангард      | Обладатель приза «Мастер плей-офф»                     |            |
| 2004             | Авангард      | Обладатель приза «Богатырская атака»                   |            |
| 2005             | Авангард      | Обладатель приза «Железный человек»                    |            |

| Год  | Достижение                       | Достижение |
| ---- | -------------------------------- | ---------- |
| 2002 | Заслуженный мастер спорта России |            |